# Baranowscy herbu Ostoja

Herb Ostoja, wersja średniowieczna

Baranowscy – polski ród szlachecki pieczętujący się herbem Ostoja, należący do heraldycznego rodu Ostojów (Mościców). Wywodzą się od Jerzykowskich herbu Ostoja z Jerzykowa położonego w dawnym pow. gnieźnieńskim województwa poznańskiego. Baranowscy swoje nazwisko wzięli od wsi Baranowo, położonej w dawnym pow. kościańskim województwa poznańskiego, gniazda Baranowskich herbu Łodzia, z którymi Jerzykowscy byli spokrewnieni po kądzieli. Baranowscy zostali wspomnieni w herbarzu Bartosza Paprockiego.

## Najstarsze świadectwaźródłowedotyczące rodu
Poniżej wymienione są wybrane świadectwa źródłowe dotyczące Baranowskich herbu Ostoja oraz wsi gniazdowych Jerzykowa i Baranowa, do połowy XV wieku.
- Pierwsza wzmianka o wsi Jerzykowo występuje w dokumencie z 28 V 1235 roku, w którym książę Władysław Odonic nadał wieś Vehne zamieszkałą przez ród Jerzyka kościołowi poznańskiemu[7].

- Najdawniejsze, znane zapiski dotyczące Baranowa pochodzą z 1387 roku. Wtedy to Paweł Naram z Baranowa wraz z synami Bogusławem i Naramem pozostawał w sporze z Janem ze Zbąszynia, kasztelanem łęczyckim, o 27 grzywien z tytułu poręki. Tego roku Bogusław z Baranowa, syn Narama, procesował się z Bodzętą z Karczewa (k. Grodziska)[5].

- Według Stanisława Kozierowskiego w końcu XIV wieku Jerzykowo wraz z wsią Kowalskie stanowiły siedlisko rodu Czewojów[8].

- Pierwszym Jerzykowskim należącym do rodu Ostojów był występujący w źródłach, w latach 1378-1390, Mikołaj z Jerzykowa[9], kasztelan ostrowski, który w roku 1380 oddał wieś Gortatowo koło Swarzędza kapitule katedry poznańskiej w zamian za wieś Jurzykowo z młynem[10]. Mikołaj od nowo nabytych dóbr począł się pisać z Jerzykowa[2].

- W Jerzykowie, w 1389 roku, występował Naram Ostrowski z Jerzykowa. Być może Naram był bliskim krewnym Mikołaja z Jerzykowa, kasztelana ostrowskiego (stąd nazwisko Narama Ostrowski)? Ten sam Naram (właściwie Paweł Naram) występował w latach 1387-1390 jako właściciel dóbr w Baranowie[11].

- Mikołaj z Jerzykowa, kasztelan ostrowski, w roku 1390 prowadził spór o 15 grzywien z Pawłem Naramem z Baranowa[12].

- W księgach grodzkich i ziemskich poznańskich w roku 1422 występuje Adam, dziedzic Kowalskich i Jerzykowa[13].

- W roku 1435 Bogusław z Baranowa, syn Narama, zapisał swej żonie Dorocie 50 kop groszy posagu i tyle samo wiana na połowie dóbr w Baranowie. Tenże Bogusław w roku 1445 pozostawał w sporze z Jarosławem z Dokowa Suchego[5].

- W księgach grodzkich i ziemskich gnieźnieńskich występują w roku 1449 bracia Piotr i Aleksander z Jerzykowa[14].

## Majątki ziemskie należące do rodu
Poniżej wymienione są ważniejsze dobra ziemskie należące do Baranowskich h. Ostoja i ich przodków Jerzykowskich.
Jerzykowo, Baranowo, Gortatowo, Kowalskie, Kozarzew, Gorazdowo, Borkowo, Psarskie, Stanomin, Wola Stanomińska, Szyszłowo, Komorowo, Ostrołęka, Pilica, Chmielew, Ługowa Wola, Czychry (Cychry), Łękawica, Zakrzew, Szczyty, Brześce, Ostrówki.

## Przedstawiciele rodu
- Mikołaj z Jerzykowa Jerzykowski (zm. po 1390) - dziedzic Gortatowa i Jerzykowa, kasztelan ostrowski.

- Stanisław Baranowski (zm. po 1531) - pleban w Modrzu, altarysta w katedrze poznańskiej.

- Wojciech Jerzykowski (Baranowski) (zm. po 1560) - właściciel dóbr ziemskich w Kozarzewie, Gorazdowie, Borkowie i Psarskich. Wstępował w związki małżeńskie dwukrotnie. Jego pierwszą żoną była Katarzyna Iwańska a drugą Dorota Palędzka. Według prof. Włodzimierz Dworzaczka był pierwszym Jerzykowskim, który używał nazwiska Baranowski[1].

- Jan Baranowski (zm. po 1572) - służebnik (urzędnik) Jana Tęczyńskiego, starosty lubelskiego[17][18].

- Stanisław Baranowski (zm. przed 1594) - dziedzic Stanomina i Woli, właściciel części w Łabiszynku i Woli. Był synem Wojciecha Jerzykowskiego i Katarzyny Iwieńskiej. Jego żoną była Małgorzata Racięska[1].

- Dobrogost Baranowski (Irzykowski, Jerzykowski) (zm. po 1597) - dziedzic w Kozarzewie, burgrabia ziemski koniński. Był synem Wojciecha Jerzykowskiego i Katarzyny Iwieńskiej[1].

- Marcin Baranowski (zm. przed 1601) - właściciel dóbr ziemskich w Stanominie, pisarz ziemski inowrocławski. Rodzicami Marcina Baranowskiego byli - Małgorzata Racięcka (Racięska) i Stanisław Baranowski (czasem Jerzykowski), dziedzic Stanomina i Woli w powiecie inowrocławskim.

- Stanisław z Jerzykowa Baranowski (zm. po 1623) - dziedzic części w Stanominie i Woli Stanomińskiej. Był synem Stanisława i Małgorzaty Racięckiej (Racięskiej). Jego żoną była Zofia Gnińska, córka Kaspra i Doroty z Woźnik[1].

- Jan Baranowski (zm. po 1641) - posesor miasta Łabiszyna z przyległościami, pisarz grodzki bydgoski i inowrocławski, sędzia grodzki bydgoski, pełnomocnik Jerzego Ossolińskiego, podkanclerzego koronnego. Był synem Stanisława Baranowsiego, dziedzica części Stanomina i Zofii z Gnińskich. Jego pradziadkiem był Wojciech Jerzykowski.

- Jan Baranowski (zm. po 1652) - pułkownik husarii chorągwi ukraińskich księcia Jeremiego Wiśniowieckiego, stolnik bracławski. W czasie Powstania Chmielnickiego brał udział w bitwie pod Konstantynowem, obronie Zbaraża i bitwie pod Beresteczkiem.

- Wawrzyniec Baranowski (zm. 1658) - podczaszy bracławski, rotmistrz piechoty wybranieckiej[19].

- Jan Baranowski (zm. 1699) - dziedzic Ostrołęki i Pilicy, pułkownik kawalerii, miecznik bracławski. Był synem Wawrzyńca Baranowskiego, podczaszego bracławskiego. Jego małżonką była Elżbieta Młochowska.

- Jan Aleksander Baranowski (zm. po 1704) - podczaszy lwowski[20]. Jego małżonką była Anna Ubysz[21].

- Piotr Bogusław Baranowski (zm. po 1709) - właściciel Chmielewa, podczaszy bracławski, oficer w chorągwi husarskiej Józefa Lubomirskiego, brał udziałem w wojnach z Turcją, od 1689 r. marszałek powstałej pod Wiśniowcem konfederacji wojskowej. Był synem Jana i Elżbiety z Młochowskich. Żoną jego była Eufrozyna Kulikowska[2].

- Aleksander Baranowski (zm. po 1724) - kapitan w pułku Ludwika Konstantego Pocieja, major wojsk litewskich. W roku 1724 otrzymał sołtystwo w Brzozówce. Był synem Franciszka i Jadwigi Lesiewskiej. Jego małżonką była Brygida Magnuszewska. Jego dziadkiem po mieczu był Jan Baranowski, sędzia grodzki bydgoski[2].

- Mikołaj Baranowski (zm. po 1733) - właściciel dóbr ziemskich w Pilicy, Łękawicy i Zakrzewie, sędzia kapturowy czerski, podczaszy bracławski. Był synem Jana Baranowskiego, miecznika bracławskiego i Elżbiety Młochowskiej. Był dwukrotnie żonaty. Jego pierwszą żoną była Zuzanna Szałapska a drugą Anna Laskowska[22].

- Stefan Baranowski (zm. po 1749) - dziedzic Pilicy, cześnik bracławski. Był synem Jana Baranowskiego i Anny z Wyleżyńskich. Jego małżonką była Ludwika Mierzyńska[2].

- Jerzy Baranowski (zm. po 1763) - dziedzic Pilicy, podczaszy lubaczowski. Był synem Jana Baranowskiego i Anny z Wyleżyńskich[2].

- Michał Antoni Baranowski (zm. po 1764) - właściciel dóbr ziemskich w Ługowej Woli, Cychrach, posiadacz wójtostwa w Długowoli, sędzia kapturowy czerski, podwojewodzi czerski, komornik graniczny czerski, łowczy inowłodzki, poseł na sejm z ziemi czerskiej. Był synem Aleksandra Baranowskiego, majora  wojsk litewskich i Brygidy Magnuszewskiej. Jego małżonką była Anna Pęczelska[2].

- Antoni Baranowski (ur. 1760) - generał major wojsk koronnych, powstaniec kościuszkowski. Syn Michała Antoniego, podwojewodziego czerskiego i Anny z Pęczelskich.

- Florian Baranowski (zm. po 1764) - podczaszy bracławski, elektor króla Stanisława Augusta Poniatowskiego, właściciel dóbr ziemskich: Pilica, Łękawica, Zakrzew, Szczyty, Brześce. Był synem Mikołaja Baranowskiego, podczaszego bracławskiego i Anny z Laskowskich. Wstępował w związki małżeńskie dwukrotnie. Jego pierwszą żoną była kuzynka Józefa Baranowska, córka Bogusława a drugą Ewa Łaska[23].

- Andrzej Baranowski (zm. po 1786) - podwojewodzi czerski. Był synem Michała Antoniego, sędziego kapturowego czerskiego i Anny z Pęczalskich. W roku 1786 zrzekł się majątku poojcowskiego na rzecz braci. Jego małżonką była Katarzyna Zalewska[24].

- Ignacy Walenty Baranowski (zm. po 1791) - burgrabia czerski, vicesgerent. Był synem Floriana Baranowskiego, podczaszego bracławskiego[2].

- Antoni Baranowski (zm. po 1802) - ksiądz katolicki, kanonik smoleński, wicedziekan przytycki, proboszcz jasieński, proboszcz radzanowski, notariusz konsystorza w Skrzynnie[25]. W latach 1791–1802 był proboszczem parafii w Radzanowie i jednocześnie w Jasionnej. W roku 1799 przeprowadził spis ludności parafii Radzanów, który jest cennym źródłem informacji o społeczności lokalnej i sytuacji gospodarczej parafian w tamtych czasach[26]. Był synem Floriana Baranowskiego, podczaszego bracławskiego[2].

- Florian Baranowski (zm. po 1802) - rotmistrz powiatu lidzkiego. Był mężem Józefy Krzywobłodzkiej, z którą miał syna Juliana wylegitymowanego ze szlachectwa w Królestwie Polskim z herbu Ostoja w 1843 roku[21][27][28].

- Jarosław Baranowski (1888-1940) - ppor. Wojska Polskiego, absolwent Wydziału Ekonomicznego Politechniki w Piotrogrodzie, dyrektor prywatnego gimnazjum w Baranowiczach. Urodził się w majątku Ostrówki, pow. ihumeński, ziemi mińskiej w rodzinie ziemiańskiej Ludwika i Jadwigi z Witkowskich. Żonaty był z Jadwigą Szamraj[29]. Został zamordowany w Lesie Katyńskim przez NKWD w 1940 roku. Ekshumowany z dołu śmierci, zidentyfikowany pod nr 2209. W roku 2011 odsłonięto tablicę pamiątkową ku jego czci[30].